# Adam Petty
Statistiques en NASCAR Cup Series
Dernière mise à jour : 5 août 2011 
Adam Petty, né le 10 juillet 1980 à High Point, en Caroline du Nord, et mort le 12 mai 2000 à Loudon, dans le New Hampshire durant les essais des Busch 200, est un pilote automobile américain. Il fait partie d'une grande famille de pilotes de la NASCAR partant de l'arrière-grand-père Lee Petty, au grand-père Richard Petty et au père Kyle Petty.
Il meurt au New Hampshire Motor Speedway lors des essais des Busch 200, une épreuve de NASCAR des Busch Series, en perdant le contrôle de sa voiture dans le virage no 3. L'impact lui causa une fracture du crâne qui lui fut fatale.

## Résultats enSprint Cup Series
| Année | Voiture               | Équipe            | #  | Courses | Victoires | Poles | Top 5 | Top 10 | Gains    | Classement |
| ----- | --------------------- | ----------------- | -- | ------- | --------- | ----- | ----- | ------ | -------- | ---------- |
| 2000  | Chevrolet Monte Carlo | Petty Enterprises | 45 | 1       | 0         | 0     | 0     | 0      | 38 675 $ | 68e        |